# Шапошникова, Валерия Сергеевна
Валерия Сергеевна Шапошникова (1 марта 1940 года, Москва, РСФСР, СССР — 29 мая 2020 года, там же, Россия) — советский и российский художник, член-корреспондент Российской академии художеств (2012).

## Биография
Родилась 1 марта 1940 года в Москве.
В 1967 году — окончила монументально-декоративный факультет Московского высшего художественно-промышленного училища (сейчас Московская художественно-промышленная академия имени С. Г. Строганова).
С 1971 года — член Московского союза художников, Союза художников СССР.
В 2012 году — избрана членом-корреспондентом Российской академии художеств от Отделения живописи.
Валерия Сергеевна Шапошникова умерла 29 мая 2020 года в Москве.

## Основные проекты и произведения
- Театр музыкальной комедии в Одессе (в соавторстве с В. А. Бубновым)
- Маркетри в санаторий ЦК КПСС Киргизии на озере Иссык-Куль
- Общественные сооружения в Автозаводском районе г. Тольятти
- Витражи в Доме культуры г. Тольятти
- Деревянный рельеф в генконсульстве СССР в г. Гётеборге (Швеция)
- Маркетри в московском кафе
- Росписи в санатории министерства обороны «Марфино»
- Оформление станции метро «Бицевский Парк» в Москве

Произведения находятся в собрании Московского музея современного искусства.

## Награды
- Заслуженный художник Российской Федерации (1997)[1]
- Премия города Москвы 2015 года в области литературы и искусства (3 августа 2015) - за художественное оформление станции Московского метрополитена "Битцевский парк"